# Chimerella corleone
Chimerella corleone é uma espécie de anfíbio anuro da família Centrolenidae. Está presente no Peru. A UICN classificou-a como deficiente de dados.